# Ophionellus virginiensis
Ophionellus virginiensis är en stekelart som först beskrevs av Cresson 1872.  Ophionellus virginiensis ingår i släktet Ophionellus och familjen brokparasitsteklar. Inga underarter finns listade i Catalogue of Life.